# VIRGOHI21
VIRGOHI21 (VirgoHI 21) とは、地球から見ておとめ座の方向に5000万光年離れた距離にある天体である。初の暗黒銀河の候補である。
2005年2月におとめ座銀河団の中で発見された。暗黒銀河は、光る物質である恒星をほとんど、あるいはまったく含んでおらず、光らない物質であるダークマターにより支えられている銀河程度の大きさの仮想上の天体のことである。VIRGOHI21以前にも、HE 0450-2958やHVC 127-41-330のような暗黒銀河と予想された天体はいくつかあったが、極めて有望な候補として上がった天体としてはVIRGOHI21が初めてである。なぜならば、今まで暗黒銀河とされた候補は、その後の観測でわずかながら恒星を含んでいることが分かった天体がほとんどであるが、VIRGOHI21は、恒星がまったく発見されなかったからである。

## 物理的性質
暗黒銀河の名のとおり、VIRGOHI21には恒星がまったくないため、光学望遠鏡ではまったく見えない。VIRGOHI21は、中性水素の21cm線によってのみ観測することができる。水素の量は太陽質量の1億倍ある。ドップラーシフトの観測では、地球から見て秒速2000kmという高速で遠ざかっている。秒速200kmの速度幅から予測される視等級は12等級以上であるが、実際の視等級は、B等級で21.5等級以下である。直径は少なくとも5万2000光年以上ある。

## 回転運動
VIRGOHI21は、異なる位置では異なる方向へと運動しているように見える。これは渦巻銀河などにみられる回転運動であると考えられる。VIRGOHI21はあまりにも高速で回転運動をしているので、水素の質量のみでは銀河の形を保つことはできない。その回転速度は、水素の質量で保てる速度の1000倍を超えている。これは、通常の光っている銀河でも同様の問題を抱えており、銀河の回転曲線問題と呼ばれている。この問題の解消には、一般的には光らないダークマターの存在を仮定するが、VIRGOHI21の場合、その量は太陽質量の500億倍もあると考えられている。これはVIRGOHI21の水素の量の500倍であり、通常の銀河と比べると割合はかなり高い（通常の銀河は50倍である）。通常の割合から行けば、VIRGOHI21は極めて明るい銀河でなければならず、このことは、VIRGOHI21が暗黒銀河であることを強く示唆する。しかし、その挙動は修正ニュートン力学と矛盾して見える。この問題を解消するために、回転運動は水素の雲が手前にあることによる錯覚であるという説もあるが、やや無理がある。

## 別の解釈

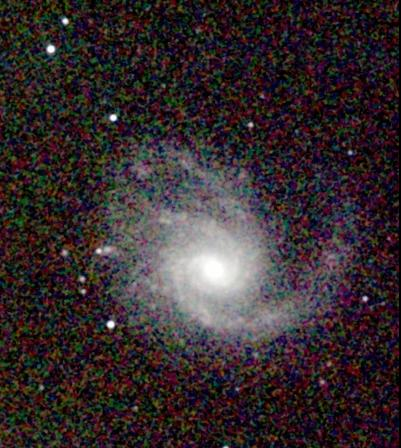
M99の近赤外線画像。向かって右側に伸びる腕の先にVIRGOHI21がある。

VIRGOHI21は暗黒銀河ではないとする説もある。それは、VIRGOHI21のすぐ近くにある銀河M99が、M98と重力相互作用を起こした結果伸びた「潮汐の尾」であるとする解釈である。具体的には、M99のすぐ近くをM98が秒速900kmで過ぎれば、このような尾が伸びるとされている。実際、VIRGOHI21とM99の腕は、VIRGOHI21の方向へと流れる中性水素ガスの流れによって繋がっているように見える。
しかし、この説には異論も多い。具体的には、もし相互作用によって伸びた尾ならば、あまりにも高速であるのでおとめ座銀河団を飛び出してしまうことや、M98の重力によってM99から尾が引き出されるとすると、その方向が観測とは逆向きになる必要があること、さらに、尾が恒星などの光る物質をまったく含まず、暗黒物質ばかりを尾として伸ばすのはおかしいという意見である。
逆に、M99の腕は、VIRGOHI21の重力によって伸ばされたものであるという説もある。なぜならば、M99の腕は、近くの重力源に引き伸ばされて見えるが、その重力源が光学的にはまったく見えなかったからである。この重力源が、暗黒銀河であるVIRGOHI21であるとすれば、M99の腕と中性水素ガスでつながっており、VIRGOHI21へ流れている事実への説明がつく。

## 初期銀河との関連
宇宙誕生後、恒星がまだなかった時代は、水素ガスが集まって銀河の形をしていたとしても、その全ては光らない暗黒銀河であったと考えられている。暗黒銀河の発見は、銀河の初期形態に関して何かの情報をもたらすかもしれない。

## 名前
VIRGOHI21のVIRGOはおとめ座の英名である。HIは中性水素、21は水素線の長さ21cmを表している。すなわち名前は「おとめ座の水素21cm線天体」という意味となる。